# Jean-Baptiste de Chabannes
Jean-Baptiste de Chabannes, marquis de Chabannes et pair de France (1817), né le 27 décembre 1770 à Clamecy et mort le 23 février 1835 à Saint-Hilaire-en-Morvan, est un militaire et homme politique français.

## Biographie

### Famille
Membre de la famille de Chabannes, originaire du Limousin,, il est le fils de Claude-François de Chabannes, seigneur de Vergers et de Marie-Antoinette Fournier de Quincy.

### Carrière
Il suivit la carrière des armes, émigra en 1790 et servit dans l'armée de Condé.
Passé en Angleterre, il se lança dans des spéculations et soumissionna l'éclairage de la ville de Londres. Rentré en France après l'amnistie du 6 floréal an X, il organisa à Paris en 1803 le service de voiture publiques, connu sous le nom de Vélocifères. 
Il quitta de nouveau de Paris pour Londres, devint aide de camp de Louis XVIII en avril 1814 qui le nomma chevalier de Saint-Louis. Il fut chargé de certaines négociations relatives au retour des Bourbons : il obtient notamment la soumission immédiate du comte Maisons, gouverneur de Lille. Le retour de l'île d'Elbe l'obligea à regagner l'Angleterre.
À la Seconde Restauration, il fut nommé pair de France le 17 août 1815, et vota la mort dans le procès du maréchal Ney.
Il refusa de siéger à la Chambre des pairs après la révolution de Juillet 1830.
Il fut titré marquis et pair de France en 1817 et cousin du roi par ordonnance du 20 juillet 1820

## Publications
- Aux Français : Deux mots de vérité, à chacun selon son état et son intérêt (1815)
- Aperçu historique et politique des fautes qui ont été commises depuis la bataille de Leipsic jusqu'à la nouvelle révolution qui vient de s'opérer (1815)
- Lettres de M. le Marquis de Chabannes à S. Exc. M. le Cte. de Blacas, suivies de quelques éclaircissements et extraits de mémoires relatifs aux événements présents (1815)
- Procès-verbal d'une assemblée tenue à Paris, juin, 1815, sous la présidence de l'honneur, la fidélité et la justice (1815)
- M. de Chabannes à M. de Talleyrand, premier ministre du Roi (1815)
- Épître aux Bruxellois (1826)
- Lettre de M. le Marquis de Chabannes à M. le Prince de Gavre (1826)
- Invocation à tous les époux, à tous les pères, à tous les hommes : au sujet du complot le plus atroce qui ait jamais été conçu et exécuté, et du jugement (1826)
- Notice sur le marquis de Maubreuil, accusé d'avoir frappé M. le prince de Talleyrand (1827)
- Journal depuis le 2 juin 1827 jusqu'au 28 juillet suivant (1827)
- Petit supplément au cri du désespoir du prisonnier d'État par le marquis de Chabannes (1827)
- Un mot sur les trois causes portées par le Marquis de Chabannes devant la Cour de Cassation (1838)